# Tranmere
Tranmere – wieś w Anglii, pod miastem Birkenhead, w hrabstwie ceremonialnym Merseyside, w dystrykcie metropolitalnym Wirral. Leży 4 km na południowy zachód od centrum Liverpool i 286 km na północny zachód od Londynu. W 2001 miejscowość liczyła 11 668 mieszkańców. Daje nazwę klubowi piłkarskiemu Tranmere Rovers F.C. (siedziba w Birkenhead).